# Universiti Sains Malaysia
Universiti Sains Malaysia – malezyjski uniwersytet publiczny na wyspie Penang. Został założony w 1969 roku.